# Homer na pálce
Homer na pálce (v anglickém originále Homer at the Bat) je 17. díl 3. řady (celkem 52.) amerického animovaného seriálu Simpsonovi. Scénář napsal John Swartzwelder a díl režíroval Jim Reardon. V USA měl premiéru dne 20. února 1992 na stanici Fox Broadcasting Company a v Česku byl poprvé vysílán 28. ledna 1994 na stanici ČT1.

## Děj
Zaměstnanci Springfieldské jaderné elektrárny se zdráhají připojit k softbalovému týmu elektrárny kvůli jeho předchozímu neúspěšnému ročníku (pouhé 2 výhry a 28 proher). Když se Homer zmíní, že má tajnou zbraň, jeho spolupracovníci se k týmu ochotně přidají. Jeho tajnou zbraní je „Zázračná pálka“, pálka pro štěstí, kterou vyrobil ze spadlé větve stromu zasažené bleskem. Užije si neporazitelnou sezónu a získá místo v mistrovském zápase proti Shelbyvillské jaderné elektrárně. 
Pan Burns uzavře s Aristotelem Amadopolisem, majitelem Shelbyvillské elektrárny, sázku o milion dolarů, že jeho tým vyhraje. Aby si zajistil vítězství, pokusí se Burns najmout prvoligové hvězdy Capa Ansona, Pie Traynora, Jima Creightona, Gabbyho Streeta, Napa Lajoie, Harryho Hoopera, Honuse Wagnera, Joea Jacksona a Mordechaje Browna. Poté, co Smithers informuje svého šéfa, že všichni hráči, které chce, jsou již mnoho let mrtví, Burns mu nařídí, aby našel živé hráče. Najme devět hráčů baseballové Major League – Steva Saxe, Wadea Boggse, Ozzieho Smithe, Rogera Clemense, Dona Mattinglyho, Darryla Strawberryho, Kena Griffeyho mladšího, José Canseca a Mikea Sciosciu – a k velkému zděšení týmu továrny jim dá symbolickou práci v továrně, aby mohli hrát v týmu. Burns najme hypnotizéra, aby zvýšil šance svého týmu na vítězství. Homer je rozrušený, když je Zázračná pálka zničena nadhozem od Clemense během tréninku. 
Před zápasem se sedmi z devíti hvězdných hráčů přihodí bizarní neštěstí, kvůli nimž nejsou schopni hrát: Clemens se kvůli neschopnosti hypnotizéra začne chovat jako kuře, Scioscia je hospitalizován kvůli otravě radiací z elektrárny, Canseco zachraňuje majetek ženy před požárem domu, u Griffeyho se vyvine gigantismus po předávkování mozkovým a nervovým tonikem, které týmu podával Burns, Saxe zatkne springfieldská policie, když ho podezřívá ze spáchání všech nevyřešených vražd v New Yorku, a Boggse zmlátí Barney v hospodě U Vočka po hádce o to, zda byl nejlepším britským premiérem lord Palmerston nebo William Pitt starší. Mattingly se dostane na zápas, ale Burns ho vyhodí z týmu, protože si neoholí neexistující kotlety. Burns je tak nucen využít svůj tým řadových zaměstnanců vedle Strawberryho, jediného profesionálního ringaře, který je ještě schopen hrát; Homer je posazen na lavičku, zatímco Strawberry hraje na jeho pozici. 
Když je skóre vyrovnané a mety jsou obsazené a v dolní části deváté směny jsou dva outy, Burns nasadí Homera místo Strawberryho s tím, že nasazení pravorukého pálkaře proti levorukému nadhazovači bude pro ně výhodné. Homer, rozptýlený Burnsovou přehnanou gestikulací, je zasažen prvním nadhozem do hlavy, což ho vyřadí ze hry a přinese vítězný doběh. Tým vyhraje titul a Homer, stále v bezvědomí, je předváděn jako hrdina.

## Produkce

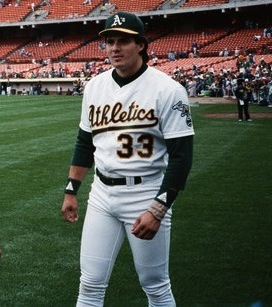
Host epizody, Jose Canseco

Díl vznikal dlouho. Jeho autorem byl John Swartzwelder, velký fanoušek baseballu, ale navrhl ho Sam Simon, jenž chtěl epizodu plnou skutečných hráčů Major League Baseball. Vedoucí producenti Al Jean a Mike Reiss pochybovali, že se jim podaří sehnat devět hráčů, mysleli si, že se jim podaří sehnat nanejvýš tři. Podařilo se jim to a devět hráčů, kteří souhlasili s hostováním, své repliky natočilo v průběhu šesti měsíců, kdykoli hráli Los Angeles Dodgers nebo California Angels. Každý hráč natočil svou roli zhruba za pět minut a další hodinu strávil sepisováním autogramů pro štáb. V několika případech se scenáristům nepodařilo získat hráče, který byl jejich první volbou. Mezi hráči, kteří odmítli hostování, byli Nolan Ryan, Rickey Henderson, Ryne Sandberg a Carlton Fisk. V několika případech se jim podařilo získat hráče, jenž byl jejich první volbou.
Všichni hráči byli ochotní spolupracovat, kromě José Canseca, kterého Al Jean považoval za zastrašujícího. Nelíbila se mu jeho původní role a trval na jejím přepsání a scenáristé z něj neochotně udělali co největšího hrdinu. Původně se měl probudit v posteli s Ednou Krabappelovou a zmeškat zápas (v parodii na Bull Durham), ale Cansecova tehdejší manželka Esther Haddadová byla proti. Jeho karikatura se mu nelíbila a řekl, že „ta animace se mu vůbec nepodobá“, ale herectví prý bylo velmi snadné. Když se ho v roce 2007 na jeho roli zeptal deník San Jose Mercury News, odpověděl, že „to bylo před 100 lety“, zavěsil telefon a na další telefonáty listu neodpověděl.
Kenu Griffeyovi mladšímu bylo při nahrávání špatně rozumět. Režíroval ho Mike Reiss a přítomen byl i jeho otec Ken Griffey starší, který se snažil svého syna koučovat. Rogera Clemense, který vydával vlastní zvuky kuřete, režíroval Jeff Martin, stejně jako Wadea Boggse. Mike Reiss režíroval většinu ostatních hráčů. Mike Scioscia přijal své hostování „za půl vteřiny“, zatímco Ozzie Smith řekl, že by rád znovu hostoval, „aby se mohl dostat z místa Springfield Mystery“. Don Mattingly, kterého pan Burns během epizody donutil oholit si „kotlety“, později zažil skutečnou „kontroverzi týkající se účesu“, když hrál za New York Yankees. Trenérský štáb ho nutil, aby si ostříhal své dlouhé vlasy, a za to, že tak neučinil, byl nakrátko vyřazen ze sestavy týmu. Mnoho lidí se domnívalo, že vtip v epizodě je narážkou na tento incident, ale Homer na pálce byl natočen rok předtím, než k němu došlo. Mnoho hostujících hvězd, včetně Terryho Cashmana, Wadea Boggse a Darryla Strawberryho, přiznává, že jsou známější díky svému účinkování v epizodě.
Jedním z nejtěžších dílů střihu byla část s hypnotizérem, v níž několik hostujících hvězd mluvilo unisono. Bylo to obtížné, protože jednotlivé části byly nahrávány v průběhu několika měsíců, a tak bylo těžké synchronizovat jejich hlasy. Původně měl epizodu režírovat Rich Moore, ale protože o baseballu nic nevěděl, byl vyměněn za Jima Reardona, který byl baseballovým fanouškem. Moore místo toho dostal epizodu Líza sázkařem. Mnoho návrhů hráčů bylo obtížných, protože animátoři měli v prvních řadách problémy s navrhováním reálných lidí.

## Kulturní odkazy
Název dílu je odkazem na baseballovou báseň Ernesta Thayera Casey at the Bat z roku 1888. V epizodě je několik narážek na film Přirozený talent. Homerova tajná zbraň, jeho vlastnoručně vytvořená Zázračná pálka, je podobná pálce Roye Hobbse; obě pálky jsou nakonec zničeny. Scéna s výbuchem světel na stadionu, když Homer krouží po baseballových drahách, je také převzata přímo z filmu. Závěrečná píseň „Talkin' Softball“ je parodií na „Talkin' Baseball“ od Terryho Cashmana. Novou verzi písně napsal Jeff Martin, ale Cashman byl přizván, aby ji nazpíval. Scény, kdy tým elektrárny cestuje vlakem z města do města, překryté vývěsním štítem města, do kterého jedou, jsou odkazem na film Pýcha Yankeeů z roku 1942. Carl pálící s nohou od klavíru je odkazem na Norma Cashe z Detroit Tigers, který se jednou pokusil pálit s nohou od stolu v zápase, v němž byl Nolan Ryan extrémně silný.

## Přijetí
V předchozí řadě zařadila stanice Fox Simpsonovy do času, který znamenal přímou konkurenci Cosby Show, jež tento časový slot pokaždé vyhrála. Homer na pálce dosáhl ratingu 15,9 a podílu 23, čímž vyhrál ve svém časovém rozmezí, zatímco Cosby Show měla rating 13,2 a podíl 20. V této řadě se Simpsonovi dostali do časového limitu, který byl pro ně určen. Bylo to poprvé, kdy nová epizoda Simpsonových porazila novou epizodu Cosby Show. Bývalý vedoucí producent Sam Simon a showrunner Al Jean díl označili za svou nejoblíbenější epizodu. Stálým členům štábu Harrymu Shearerovi a Julii Kavnerové se epizoda nelíbila kvůli svému zaměření na hostující hvězdy a surrealistickému tónu. Vadil jim zejména vtip s Mattinglyho kotletami.
Warren Martyn a Adrian Wood, autoři knihy I Can't Believe It's a Bigger and Better Updated Unofficial Simpsons Guide, díl chválili a označili jej za „skvělou epizodu, protože nehody, které potkávají profesionální hráče, jsou tak vtipné“. Chris Turner, autor knihy Planet Simpson, řekl, že epizoda byla známkou toho, že „nastal zlatý věk“ seriálu. Nate Meyers ohodnotil epizodu známkou 4,5 z 5 a uvedl, že „scénář skvěle využívá baseballových superhvězd, každé z nich dává silnou osobnost a spoustu peprnosti (vrcholem musí být Mattinglyho střet s panem Burnsem)“. Colinu Jacobsonovi se epizoda nelíbila: „Když se (díl) původně vysílal, nelíbil se mi. I když jsem se v průběhu posledních deseti let v seriálu mírně zahřál, stále si myslím, že je obecně slabý, a rozhodně bych ho vybral jako nejhorší díl třetí řady.“.
Časopis Entertainment Weekly umístil epizodu na šestnácté místo v žebříčku 25 nejlepších dílů Simpsonových s tím, že jde o „raný důkaz toho, že Simpsonovi dokážou žonglovat se skvadrou hostujících hvězd, aniž by rodina přišla zkrátka“. Na serveru AskMen.com se epizoda umístila na třetím místě v žebříčku 10 nejlepších dílů Simpsonových, Rich Weir ji označil za „jeden z nejpamátnějších momentů seriálu“ a za „efektivní, protože kombinuje plejádu hostujících hvězd s vtipným materiálem pro Homera“. Celá epizoda se umístila na prvním místě v žebříčku ESPN.com 100 nejlepších sportovních momentů Simpsonových, vydaném v roce 2004. Autor seznamu Greg Collins epizodu velmi chválil. Řekl, že se jedná o „krále všech sportovních dílů a možná nejlepší díl Simpsonových vůbec“. Collinsův přítel se později setkal s hostující hvězdou Mikem Sciosciou a řekl mu, že si myslí, že jeho hostování bylo to nejlepší, co kdy Scioscia udělal. Server Entertainment.ie díl zařadil mezi 10 nejlepších epizod Simpsonových všech dob. Eric Reinagel, Brian Moritz a John Hill z časopisu Press & Sun-Bulletin označili epizodu za čtvrtou nejlepší v historii seriálu, v roce 2019 ji časopis Time zařadil na páté místo v seznamu 10 nejlepších epizod Simpsonových vybraných odborníky na Simpsonovy, a v témže roce ji časopis Consequence of Sound zařadil na šesté místo v seznamu 30 nejlepších dílů Simpsonových.
Server IGN zařadil vystoupení baseballistů na sedmnácté místo nejlepších hostů v historii seriálu a uvedl: „Každý z těchto výstupů byl k popukání, což z této epizody dělá klasiku.“. Server Phoenix.com pochválil výkony všech hostujících hvězd, ale Darryl Strawberry, kterého zařadil na pátou pozici, se jako jediný dostal do jejich seznamu 20 nejlepších hostujících hvězd. Deník Toronto Star označil Homerův rozhovor s Darrylem Strawberrym za „nejlepší rozhovor všech dob, který zahrnuje slovo ano“.

## Odkaz
Tato epizoda pomohla zachránit nejméně dva životy. Během scény, kdy se Homer dusí koblihou, je na stěně za ním plakát vysvětlující, jak Heimlichův manévr funguje. V květnu 1992 dokázal Chris Bencze zachránit život svému bratrovi tím, že na něm provedl Heimlichův manévr, protože ho viděl v epizodě, a v prosinci 2007 dokázal Aiden Bateman zachránit život svému kamarádovi Alexi Hardymu tím, že si vzpomněl na totéž.
Dne 22. října 2017 stanice Fox odvysílala hodinový pseudodokument Springfield of Dreams: The Legend of Homer Simpson o této epizodě ve stylu filmu Kena Burnse Baseball. Mezi zpovídanými byli všichni hráči, kteří se v epizodě objevili, kromě Strawberryho.